# 奧斯古德 (印第安納州)
奧斯古德（英語：Osgood）是一個位於美國印地安納州里普利縣的城鎮。

## 人口
根據2010年美國人口普查的數據，奧斯古德的面積為4.11平方千米，當中陸地面積為4.02平方千米，而水域面積為0.09平方千米。當地共有人口1624人，而人口密度為每平方千米395人。